# Йоргос Катидис
Йоргос Катидис (на гръцки: Γιώργος Κατίδης) е гръцки футболист - полузащитник от АЕК Атина, който се състезава в гръцката суперлига.

## Биография
Йоргос Катидис е роден на 12 февруари 1993 година в град Солун.
На 16 март 2013 година при домакинския мач срещу Верия Катидис отбеляза победния гол за тима си в 84-тата минута, с което резултатът става 2:1. Непосредствено след като реализира гола, халфът отпразнува попадението си с типичния поздрав с изпъната ръка към публиката на отбора. Жестът му видимо предизвиква учудване в стоящия до него Рожер Герейро, роден в Бразилия. След този жест Катидис получава доживотна забрана да участва в националните отбори на Гърция от местната футболна федерация.